# Juan Rogelio Núñez
Juan Rogelio Núñez Rodríguez (Tomé, Chile, 21 de enero de 1953-Antofagasta, Chile, 11 de octubre de 2005) fue un futbolista chileno y uno de los primeros ídolos que recuerde la historia de Cobreloa, cuadro que defendió durante desde 1977 hasta 1981 y con el que consiguió el ascenso a Primera División, su primer título nacional y donde anotó el primer gol del club en la Copa Libertadores.
Falleció el 11 de octubre de 2005 en el Hospital Regional de Antofagasta, producto de una infección bacteriana.
Desde el año 2007 el Estadio Municipal de Tomé lleva su nombre.

## Carrera
Su trayectoria futbolística se inicia en el club 'Deportivo Marcos Serrano' de Tomé, alcanzando a jugar en la serie adulta. En 1967 pasa a integrar la serie infantil de Audax Italiano y la selección juvenil de Tomé. En 1971 y 1972, jugó en la cuarta especial de Deportes Concepción. A fines de 1973, mientras jugaba por la selección tomecina ante Naval de Talcahuano, fue detectado y contratado por José Vargas, para integrar la plantilla de honor de ese equipo. En 1974 debutó en el fútbol profesional en la Copa Chile, ante Lister Rossel.
En 1977, Núñez llega a Cobreloa, cuadro con el que conseguiría sus mayores logros deportivos y pasaría a la historia como el primer jugador profesional que fuera contratado por el elenco minero. En su primera temporada, alcanza el ascenso a la Primera División; y posteriormente, en la serie de honor, dos subcampeonatos consecutivos y el Campeonato Nacional de 1980, accediendo a la siguiente edición de la Copa Libertadores.
En este certamen, "Roly" anotó el primer gol internacional de la historia naranja, el 4 de marzo ante Atlético Torino, en Lima. Además, el cuadro de Calama alcanzaría la final del torneo sudamericano, que perdió ante Flamengo. En total, por Cobreloa jugó tres partidos por Copa Libertadores; ocho por liguillas y 73 por campeonatos nacionales. Anotó 28 goles, 17 por torneos oficiales, siete por torneos de apertura, dos por Liguillas y dos por Copa Libertadores.
Núñez pasó a las filas de O'Higgins de Rancagua a la temporada siguiente, actuando posteriormente en Regional Atacama, Deportes Concepción y Curicó Unido.

### Vida personal
Hijo de Gonzalo Núñez Bravo y de Elisa Rodríguez Alvear, cursa sus estudios básicos en la escuela Carlos Mahns y estudios de nivel medio en el Liceo Industrial de Tomé. Contrae matrimonio con Mónica Aguilera Sepúlveda, enlace del cual nacen Óscar Gonzalo, Vanessa Katherine y Rogelio Esteban.
Finalizada su carrera profesional, regresó a su pueblo natal, participando activamente en la competencia amateur de fútbol tomecino, y como lo hiciera al inicio de su carrera, en el club de sus amores, el Marcos Serrano.

## Clubes
| Club                | País  | Año       |
| ------------------- | ----- | --------- |
| Naval               | Chile | 1974-1976 |
| Cobreloa            | Chile | 1977-1981 |
| O'Higgins           | Chile | 1982      |
| Regional Atacama    | Chile | 1983      |
| Deportes Concepción | Chile | 1984      |
| Curicó Unido        | Chile | 1984      |

## Palmarés

### Campeonatos nacionales
| Título           | Club     | País  | Año  |
| ---------------- | -------- | ----- | ---- |
| Primera División | Cobreloa | Chile | 1980 |

### Premios individuales
| Distinción                                               | Año  |
| -------------------------------------------------------- | ---- |
| Mejor puntero derecho del año según el diario La Tercera | 1978 |